# Persone di nome Jordan/Cestisti
| Questa pagina contiene informazioni ricavate automaticamente dalle voci biografiche con l'ausilio del template Bio e di un bot. L'aggiornamento è periodico e automatico e ricostruisce completamente la pagina. Se manca una persona in questa lista, sei pregato di non aggiungerla, ma accertati piuttosto che la sua voce biografica contenga il template Bio e che i dati anagrafici siano correttamente compilati. Se il template Bio manca, inseriscilo tu stesso o, in alternativa, metti l'avviso {{tmp\|Bio}} che ne segnala la mancanza. Se i dati riportati sono sbagliati, correggi direttamente la voce biografica; le modifiche saranno visibili in questa lista entro pochi giorni. Per chiarimenti vedi il progetto antroponimi. La lista contiene solo le 66 persone che sono citate nell'enciclopedia e per le quali è stato implementato correttamente il template Bio. Pagina aggiornata al 22 giu 2025. |

Questa è una lista di persone presenti nell'enciclopedia che hanno il nome Jordan e sono cestisti.

## A(2)
- Jordan Aboudou, cestista francese (Colombes, n. 1991)
- Jordan Adams, cestista statunitense (Atlanta, n. 1994)

## B(8)
- Jordan Bachynski, ex cestista canadese (Calgary, n. 1989)
- Jordan Barnett, cestista statunitense (St. Louis, n. 1995)
- Jordan Bayehe, cestista camerunese (Yaoundé, n. 1999)
- Jordan Bell, cestista statunitense (Long Beach, n. 1995)
- Jordan Bone, cestista statunitense (Nashville, n. 1997)
- Jordan Bowden, cestista statunitense (Knoxville, n. 1997)
- Jordan Bozov, ex cestista bulgaro (Sofia, n. 1979)
- Jordan Brady, ex cestista e allenatore di pallacanestro statunitense (Vernal, n. 1983)

## C(5)
- Jordan Callahan, cestista statunitense (Atlanta, n. 1990)
- Jordan Caroline, cestista statunitense (Champaign, n. 1996)
- Jordan Cintrón, cestista statunitense (Bronx, n. 1998)
- Jordan Clarkson, cestista statunitense (Tampa, n. 1992)
- Jordan Crawford, ex cestista statunitense (Detroit, n. 1988)

## D(3)
- Jordan Dasuqi, cestista statunitense (Clarkston, n. 1994)
- Jordan Davis, cestista statunitense (Las Vegas, n. 1997)
- Jordan Dickerson, ex cestista statunitense (Brooklyn, n. 1993)

## F(4)
- Jordan Faison, cestista statunitense (Lake Forest, n. 1994)
- Jordan Farmar, ex cestista statunitense (Los Angeles, n. 1986)
- Jordan Floyd, cestista statunitense (Stone Mountain, n. 1997)
- Jordan Ford, cestista statunitense (Citrus Heights, n. 1998)

## G(5)
- Jordan Geist, ex cestista statunitense (Fort Wayne, n. 1997)
- Jordan Glynn, cestista statunitense (Waco, n. 1989)
- Jordan Goodwin, cestista statunitense (Centreville, n. 1998)
- Jordan Green, ex cestista statunitense (Flower Mound, n. 1993)
- Jordan Gregory, ex cestista statunitense (Pueblo, n. 1992)

## H(10)
- Jordan Hall, cestista statunitense (Wildwood, n. 2002)
- Jordan Hamilton, cestista statunitense (Los Angeles, n. 1990)
- Jordan Harris, cestista statunitense (Donalsonville, n. 1997)
- Jordan Hasquet, ex cestista statunitense (Missoula, n. 1985)
- Jordan Hawkins, cestista statunitense (Gaithersburg, n. 2002)
- Jordan Heading, cestista australiano (Adelaide, n. 1996)
- Jordan Heath, cestista statunitense (Rochester, n. 1991)
- Jordan Hill, ex cestista statunitense (Atlanta, n. 1987)
- Jordan Howard, cestista statunitense (Chandler, n. 1996)
- Jordan Hulls, ex cestista statunitense (Bloomington, n. 1990)

## J(1)
- Jordan Johnson, cestista statunitense (Waukegan, n. 1995)

## K(1)
- Jordan Kolev, ex cestista bulgaro (Botevgrad, n. 1964)

## L(2)
- Jordan Loveridge, cestista statunitense (West Jordan, n. 1993)
- Jordan Loyd, cestista statunitense (Atlanta, n. 1993)

## M(8)
- Jordan Mathews, cestista statunitense (Santa Monica, n. 1994)
- Jordan McLaughlin, cestista statunitense (Pasadena, n. 1996)
- Jordan McRae, cestista statunitense (Savannah, n. 1991)
- Jordan Mickey, cestista statunitense (Dallas, n. 1994)
- Jordan Miller, cestista statunitense (Anaheim, n. 2000)
- Jordan Minčev, cestista bulgaro (Sliven, n. 1998)
- Jordan Morgan, cestista statunitense (Scott Air Force Base, n. 1991)
- Jordan Murphy, cestista statunitense (San Antonio, n. 1997)

## N(2)
- Jordan Ngatai, cestista neozelandese (Porirua, n. 1993)
- Jordan Nwora, cestista statunitense (Buffalo, n. 1998)

## P(2)
- Jordan Parks, cestista statunitense (Queens, n. 1994)
- Jordan Poole, cestista statunitense (Milwaukee, n. 1999)

## R(1)
- Jordan Roland, cestista statunitense (n. 1997)

## S(5)
- Jordan Sakho, cestista della Repubblica Democratica del Congo (Kinshasa, n. 1997)
- Jordan Samare, cestista tedesco (Colonia, n. 2002)
- Jordan Schakel, cestista statunitense (Torrance, n. 1998)
- Jordan Sibert, cestista statunitense (Cincinnati, n. 1992)
- Jordan Swing, cestista statunitense (Vestavia Hills, n. 1990)

## T(3)
- Jordan Taylor, cestista statunitense (Bloomington, n. 1989)
- Jordan Theodore, cestista statunitense (Englewood, n. 1989)
- Jordan Tolbert, cestista statunitense (Fort Worth, n. 1992)

## U(1)
- Jordan Usher, cestista statunitense (Atlanta, n. 1998)

## W(3)
- Jordan Walker, cestista statunitense (Port Washington, n. 1999)
- Jordan Walsh, cestista statunitense (DeSoto, n. 2004)
- Jordan Williams, ex cestista statunitense (Torrington, n. 1990)